# El regne prohibit
El regne prohibit (en xinès: 功夫 之 王, en pinyin: gōng fu zhī wáng, en anglès: The Forbidden Kingdom) és una pel·lícula nord-americana protagonitzada per Jet Li, Jackie Chan i Michael Angarano, dirigida per Rob Minkoff, i les escenes d'acció van ser coreografiades per Yuen Woo Ping. La seva estrena va ser l'abril de 2008 als Estats Units i la Xina, i a Espanya l'octubre del mateix any. Aquesta és la primera pel·lícula que coincideixen les dues grans estrelles del cinema d'arts marcials del moment: Jet Li i Jackie Chan, que comparteixen protagonisme amb Michael Angarano, el protagonista de la pel·lícula Super Escola de Heroes (Sky High). Aquesta pel·lícula ha estat doblada al català.

## Argument
Un adolescent obssesionat amb el cine de Hong Kong i els clàssics del kung-fu, ha fet una extraordinària descoberta en una petita casa d'acollida del barri xinès. Descobreix per casualitat el llegendari bàcul d'un savi guerrer xinès, més conegut com a Rei Mico. Gràcies a la relíquia, el jove retrocedeix en el temps fins a l'Antiga Xina on s'uneix a un grup de guerrers experts en arts marcials que intentaran alliberar el Rei Mico.

## Repartiment
| Actor            | Paper                                      |
| ---------------- | ------------------------------------------ |
| Jet Li           | Sun Wukong, el Rei Mico/el Monjo Silenciós |
| Jackie Chan      | Lu Yan, el vell Hop                        |
| Michael Angarano | Jason Tripitikas, el Viatger               |
| Collin Chou      | Emperador de Jade                          |
| Liu Yi Fei       | Pardal Daurat                              |
| Li Bingbing      | Ni-Chang, La Bruixa de Cabell Blanc        |